# Cavo Benedettino

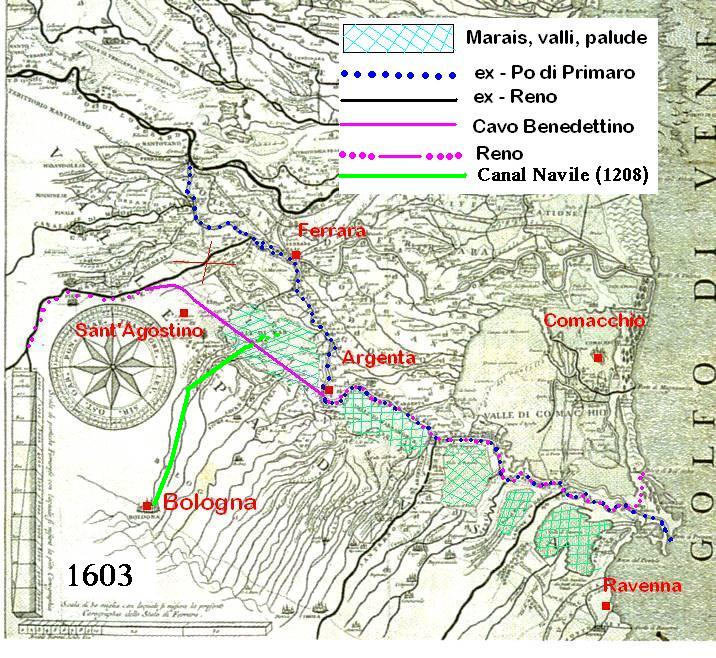
Cavo Benedettino entre les fleuves Reno et Primaro (Carte de 1603 du Musée du Vatican modifiée)

Le cavo Benedettino est un canal de dérivation de 30 km entre le Reno et le Pô de Primaro dans la région d’Émilie-Romagne en Italie, qui modifia considérablement la morphologie de la région au sud du delta du Pô, anciennement nommée Valle Padusa. Il est difficile de parler séparément du Cavo Benedettino, du Reno et du Primaro, tant leur histoire est commune.

## Géographie
Raccordement entre Sant'Agostino sur le Reno et Argenta sur le Primaro, dans la province de Ferrare. L’image du dessus, issue d’une photo prise au musée du Vatican (galerie des cartes), a été sur-impressionnée pour la compréhension du texte, mais la précision géographique n’est que celle de cette époque (1603).

### Situation antérieure

#### Le Reno antique
Le Reno, comme son voisin le Panaro (rivière), descendait des Apennins pour se jeter directement dans le Pô. Les fleuves et torrents descendant des Apennins formaient d’immenses zones marécageuses impropres à la culture dans les plaine allant du sud de Ferrare et jusqu’à Ravenne. Les rives créées par les sédiments et alluvions apportés par le Primaro empêchaient l’absorption de ces marais.

#### Le Primaro antique
Son nom d’origine, Padus Primarius, indique qu’il était de « première »  importance dans le commerce entre Ferrare et Ravenne jusqu’à la fin du XVIe siècle. Il fut même d’une importance stratégique dans la Guerre de Ferrare (1482-1484). Il dérive du Pô principal (Padus Maior) à peine sorti des murs de Ferrare et continue vers le sud-ouest en baignant les hameaux de Ferrare de Torre Fossa et Marrara, San Nicolo (Argenta) jusqu’à Argenta, et de là jusqu’à l’Adriatique ; c’est-à-dire le cours actuel du Reno, avec son embouchure vers les marais de Ravenne, un peu plus au sud qu’actuellement.

#### Le cavo Benedettino
Le Primaro perd son originalité au milieu du XVIIIe siècle, sous Benoît XIV, par le creusement du Cavo Benedettino, canal de 30 km qui de Sant'Agostino à Argenta détourne le lit du Reno (qui se jetait dans le Pô) vers le Primaro. Cette étape a profondément modifiée la morphologie de la plaine marécageuse qui s’étend du sud du Primaro à la Via Emilia et de là jusqu'à Ravenne.
Les travaux d’assainissement par le percement du Cavo Benedettino, n’eurent pas le succès espéré à cause principalement de l’Idice, dont la forte pente et les eaux limoneuses comblèrent une partie du Cavo et permit au Reno de s’ouvrir une autre route et débordant de ses digues. De nombreuses études furent menées, principalement par les ingénieurs Leonardo Ximenes de Florence et Ippolito Sivieri de Ferrare ; leurs conclusions étaient que le moyen le plus sûr et le moins coûteux serait d’amener les eaux directement dans les valli di Comacchio (les marais de Comacchio). Cette solution entraîna une opposition ferme de la Camera (chambre de commerce) dont l'intérêt est de ne pas se priver du revenu considérable que procure la pêche dans les marais et étangs. Avec leurs trois entrées sur la mer, ceux-ci sont ouverts du début février à fin mars pour permettre aux poissons d’y venir frayer en abondance. De septembre à novembre, lorsque la saison incite le poisson à retourner en mer, on les piège par des claies de roseaux en forme de prisme disposées dans les issues (pêche encore pratiquée, principalement pour l’anguille).
En 1765, les travaux reprirent après des études de Tommaso Temanza de Venise et Antonio Lecchi de Milan qui fut chargé de l’exécution avec 2400 ouvriers. Il porta les eaux du Reno dans le Cavo depuis Cento pour les conduire jusqu’à Argenta dans le lit du Pô di Primaro et de là à la mer. En 1772, 54 000 arpents (1 arpent = 35 à 50 ares) furent rendus à la culture, grâce au creusement du lit des rivières. En 1782, les digues sur le Reno furent achevées et le fleuve Lamone fut détourné de son cours à la hauteur d’Alfonsine et dirigé directement dans la mer.

### Situation actuelle

#### LePrimaro
Le Primaro (Po di Primaro) ou plus correctement Pô mort de Primaro (Po morto di Primaro) est aujourd’hui non plus un fleuve mais un canal de drainage qui fait partie de la toile des canaux d’assainissement des marais du delta du Pô. Il dérive, depuis Ferrare, du Pô de Volano, puis continue vers le sud-ouest, baigne les hameaux de Ferrare de Fossanova San Marco, de Sant'Egidio et Gaibanella, puis celui de Marrara, San Nicolo et Traghetto (commune d’Argenta) où il termine son parcours vers la station de relevage sous les digues du Reno. Sur certaines cartes et littératures, la partie du Reno, d’Argenta à l’embouchure est encore dénommée Primaro.

#### Le Reno
Le Reno prend depuis une grande partie du cours du Primaro et la confluence des torrents des Apennins avec ce nouveau Reno permet d’assainir les zones marécageuses. Son cours fut dévié, sur les derniers kilomètres, vers le nord dans les environs de Sant'Alberto (Ravenne) (non loin du barrage de retenue de Volta Scirocco), pour assainir les zones marécageuses du nord de Ravenne.

### Conséquences
Les violents orages des Apennins provoquant un afflux massif d’eau dans le Reno (également par l’intermédiaire de ses affluents), une solution fut trouvée en 1807. En 1807, le trop plein du Reno fut évacué par un canal de délestage, le Cavo Napoleonico (ou dégorgeoir du Reno), depuis Sant'Agostino jusque dans le Pô à Bondeno, reprenant ainsi pratiquement son ancien itinéraire. En 1955, un autre canal, le Canal Émilien Romagnol relie Sant'Agostino à Rimini pour irriguer la plaine de Romagne. Ce canal prend les eaux du Reno ou/et du Pô selon les évènements climatiques (les fleuves des Apennins et des Alpes sont rarement soumis aux mêmes conditions de pluviométrie au même moment).